# Cistella lagenipilus
Cistella lagenipilus är en svampart som beskrevs av Spooner 1984. Cistella lagenipilus ingår i släktet Cistella och familjen Hyaloscyphaceae.   Inga underarter finns listade i Catalogue of Life.